# KGM Actyon
Der KGM Actyon ist ein Sport Utility Vehicle des südkoreanischen Automobilherstellers KG Mobility, das seit Ende 2024 gebaut wird.

## Geschichte
Das unter dem Projektcode J120 entwickelte SUV wurde im August 2024 in Südkorea offiziell vorgestellt. Es basiert technisch auf dem Torres, hat aber eine leicht abfallende Dachlinie, die auch andere SUV-Coupés als Merkmal haben. Der Marktstart in Europa war Anfang 2025, beginnend mit dem polnischen Markt.

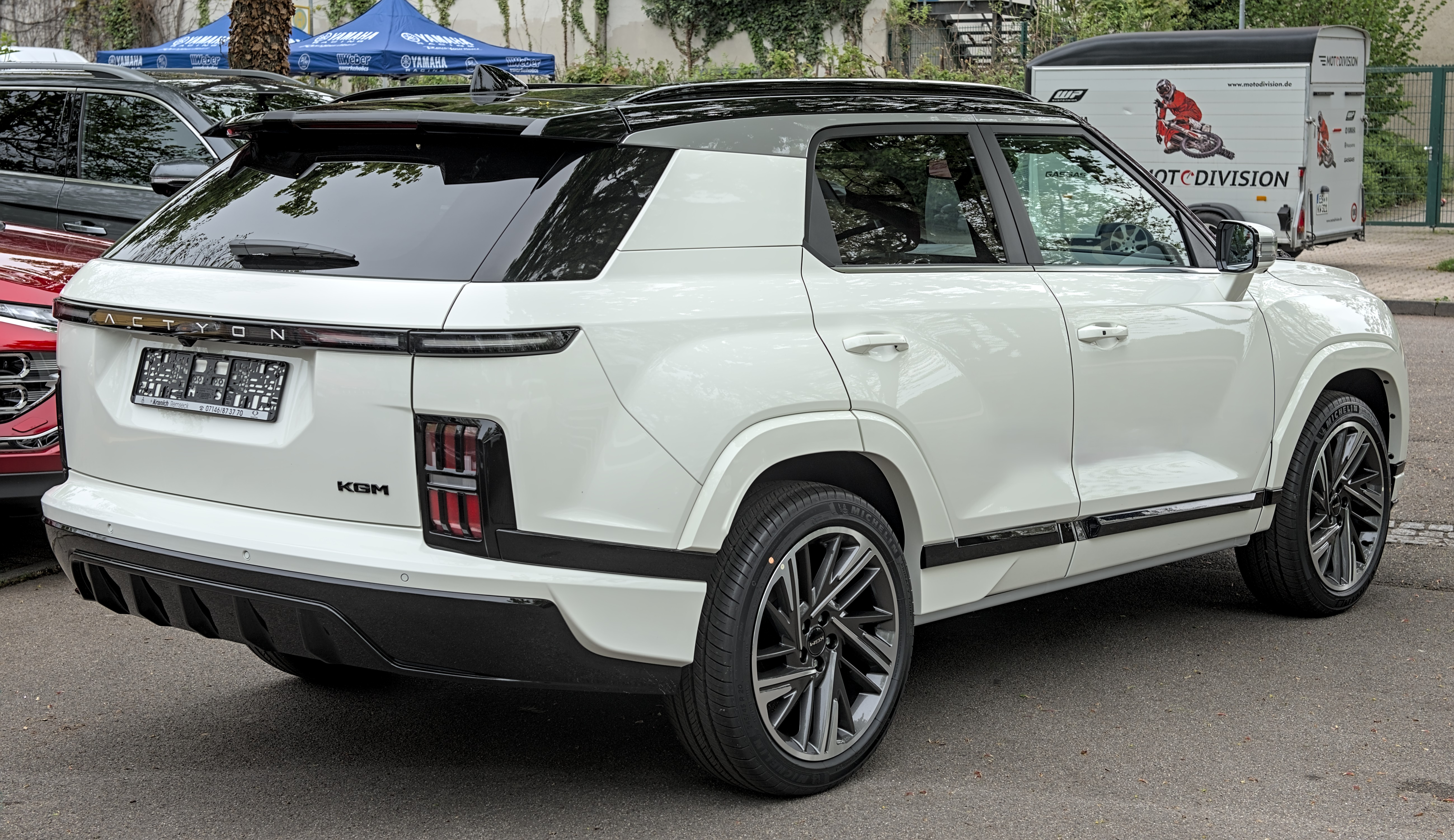
Heckansicht
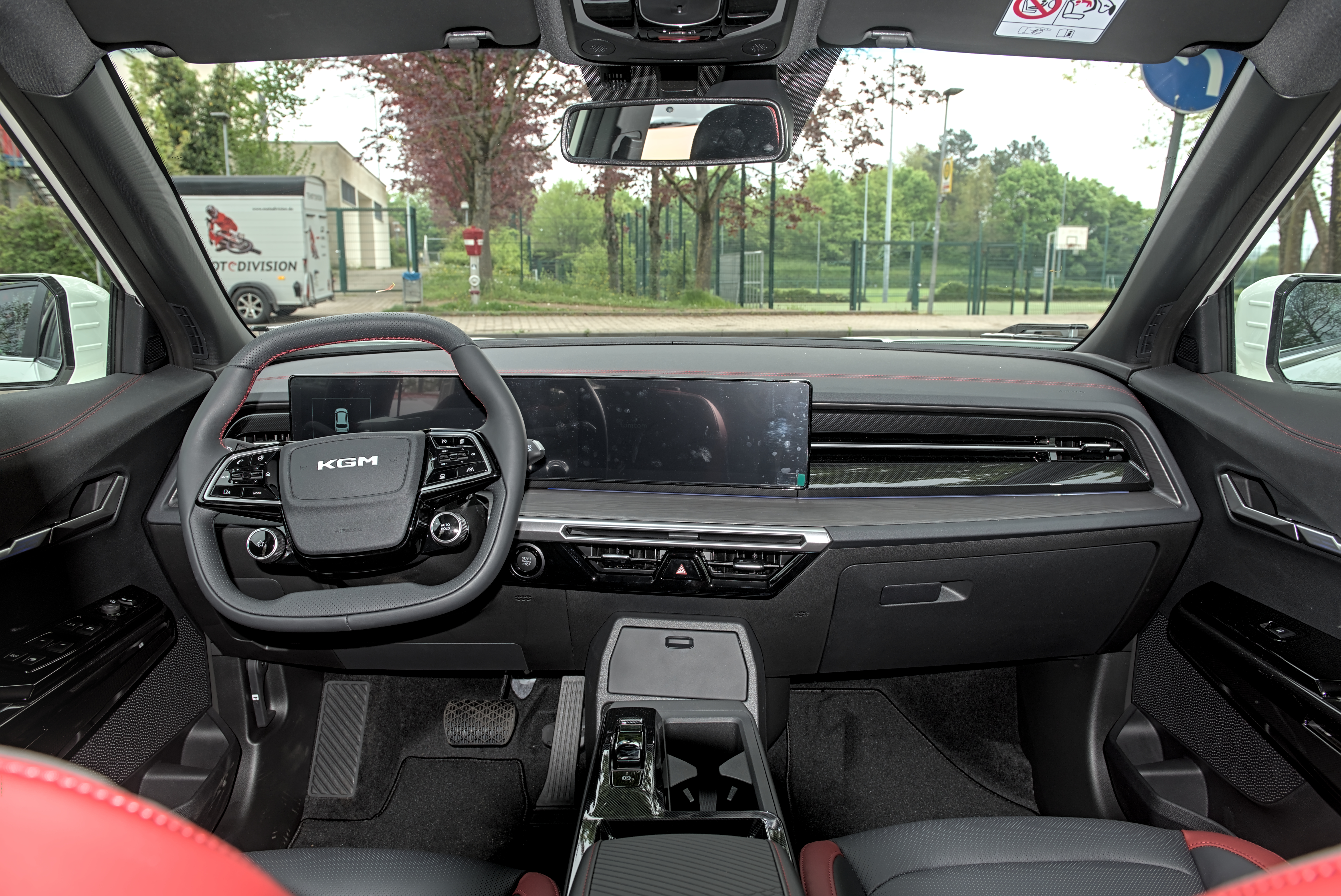
Innenansicht

## Technik
Die Ähnlichkeit zum Torres lässt sich sowohl beim Design als auch bei der Motorisierung erkennen. Zunächst wurde nur ein 1,5-Liter-Turbo-Ottomotor mit einer Leistung von 120 kW (163 PS) und 280 Nm Drehmoment mit Front- oder Allradantrieb angeboten. Im August 2025 folgte in Südkorea ein Voll-Hybrid mit einem Lithium-Eisenphosphat-Akkumulator (1,83 kWh). Der ebenfalls aus dem Torres bekannte Elektroantrieb wird auch für den Actyon erwartet.
Das kantige Design orientiert sich am Torres, setzt aber eigene Akzente. So sind Front, Heck und die bereits erwähnte Dachlinie anders gestaltet. Im Innenraum zeigt sich die Nähe zum Torres EVX, wobei das Lenkrad hier nur zwei Speichen und zwei zusätzliche runde Tasten aufweist. Der Kofferraum fällt im Vergleich zur Steilheckversion des Torres mit 668 bis 1568 Litern etwas kleiner aus.

### Technische Daten
|                                                       | 1.5 T-GDI 6MT               | 1.5 T-GDI 6AT               | Hybrid                                         |
| Bauzeitraum                                           | seit 03/2025                | seit 03/2025                | seit 08/2025                                   |
| Motorkenndaten                                        |                             |                             |                                                |
| Motortyp                                              | R4-Ottomotor                | R4-Ottomotor                | R4-Ottomotor + Elektromotor/Generator          |
| Hubraum                                               | 1497 cm³                    | 1497 cm³                    | 1498 cm³                                       |
| max. Leistung Ottomotor                               | 120 kW (163 PS) / 5000–5500 | 120 kW (163 PS) / 5000–5500 | 110 kW (150 PS) / 5500                         |
| max. Drehmoment Ottomotor                             | 280 Nm / 1500–4000          | 280 Nm / 1500–4000          | 220 Nm / 2400–4200                             |
| max. Drehmoment Elektromotor                          | —                           | —                           | 130 kW (177 PS)                                |
| max. Leistung Elektromotor                            | —                           | —                           | 300 Nm                                         |
| Kraftübertragung                                      |                             |                             |                                                |
| Antrieb, serienmäßig                                  | Vorderradantrieb            | Vorderradantrieb            | Vorderradantrieb                               |
| Antrieb, optional                                     | —                           | (Allradantrieb)             | —                                              |
| Getriebe, serienmäßig                                 | 6-Gang-Schaltgetriebe       | 6-Gang-Automatikgetriebe    | Elektrisches Getriebe mit Leistungsverzweigung |
| Messwerte                                             |                             |                             |                                                |
| Höchstgeschwindigkeit                                 | 194 km/h                    | 191 km/h (191 km/h)         | k. A.                                          |
| Beschleunigung, 0–100 km/h                            | k. A.                       | k. A. (12,4 s)              | k. A.                                          |
| Leergewicht                                           | 1550 kg                     | 1580 kg (1670 kg)           | 1730 kg                                        |
| Energieinhalt Antriebsbatterie                        | —                           | —                           | 1,83 kWh                                       |
| Kraftstoff- /Energieverbrauch auf 100 km (kombiniert) | 8,0 l Super                 | 8,5 l Super (9,0 l Super)   | 6,7 l Super                                    |
| CO2-Emission, kombiniert                              | 181 g/km                    | 194 g/km (205 g/km)         | k. A.                                          |
| elektrische Reichweite nach WLTP                      | —                           | —                           | k. A.                                          |
| Abgasnorm nach EU-Klassifikation                      | Euro 6e                     | Euro 6e                     | k. A.                                          |